# Lien sponsorisé
 (décembre 2009).
Un lien sponsorisé ou lien commercial est une forme de lien hypertexte proposé par un moteur de recherche dans un objectif promotionnel. Les liens commerciaux, autrement appelés les stratégies SEA, visent à favoriser la visibilité des marques et / ou des produits sur les moteurs de recherche.

## Part des liens sponsorisés dans le marché du web marketing
En 2009, les liens commerciaux représentaient plus de 40 % du marché publicitaire sur le Web, selon le Journal du Net. Pour NetEco, le marché des liens sponsorisés est estimé à 800 millions d'euros lorsque le secteur des bannières représente 510 M€, les annuaires 420 M€, l’affiliation 140 M€, l’emailing 130 M€, les comparateurs 90 M€ et enfin, le marketing mobile 20 M€.

## Origines des liens promotionnels
Ce mode de publicité sur Internet est apparu pour la première fois en 1997 chez GoTo. Société qui deviendra plus tard Overture. En 2003, la technologie est rachetée par Yahoo! pour 1,6 milliard de dollars, mais ce modèle publicitaire devient courant lorsque Google l’intègre en 2003 à son programme publicitaire au CPC : AdWords.

## Principes de base

### Système de facturation
Les liens commerciaux fonctionnent en majorité au CPC, c'est-à-dire au coût par clic (cost per clic). Ce modèle correspond à la base de facturation que propose la régie du moteur de recherche concerné (Google AdWords, Yahoo! Search Marketing, et Microsoft adCenter) à l’annonceur à chaque fois qu’un internaute clique sur un de ses liens. Le CPC varie en fonction du support de diffusion, du ciblage (thématique, géolocalisé, CSP …), de la concurrence sectorielle et de l’enchère.

### Achat de mots clés
L’achat de mots clés se fait sur un système d’enchères, c'est-à-dire que plus un mot clé est sollicité par les annonceurs, plus son prix sera élevé. Pour déterminer son seuil de rentabilité, l’annonceur doit estimer la valeur d’un visiteur, c'est-à-dire combien il est prêt à payer pour qu’un internaute vienne sur son site.
Pour rentabiliser sa campagne de liens sponsorisés, l’annonceur doit calculer le coût d’acquisition (CPA) d’un visiteur et ajuster son budget d’enchères sur ses mots clés cibles. Pour cela, il installe un logiciel de tracking sur son site Web de façon à observer le taux de transformation des internautes drainés par le lien commercial et de le comparer au coût par clic du mot clé. Ce calcul peut se faire en temps réel pour améliorer le retour sur investissement de l’annonceur.

## Stratégies d’optimisation

### Choix des mots clés
Le choix des mots clés est essentiel pour une campagne promotionnelle. En effet, les mots clés permettent à l’annonceur de favoriser sa visibilité dans la mesure où seuls les internautes s’intéressant aux produits concernés seront approchés. 
Pour déterminer les mots clés qui vont le plus transformer, l’annonceur doit se mettre à la place des internautes et imaginer toutes les situations de recherche qui amèneront l’internaute à s’intéresser aux produits de l’annonceur afin de conduire un benchmark.
La difficulté réside dans le fait que le vocabulaire est souvent très différent du discours institutionnel de l’annonceur. Il faut se mettre à la place des néophytes et écarter le vocabulaire trop spécialisé ou intégrer des fautes aux mots clés. Pour cela, les régies mettent à disposition des outils de génération des mots-clés indiquant les volumes de recherche mensuels et la concurrence.

### Titre de l’annonce
Le titre de l’annonce est fondamental : c’est le premier élément lu par l’internaute. Par conséquent, ce titre est censé conforter l’internaute quant à la pertinence de l’annonce et lui permettre d’identifier l’annonceur :
- Incitatif pour l’internaute (l’annonce s’adresse directement à l’internaute en mettant en avant un argument de vente différenciant) ;
- Pertinent en reprenant au moins un terme de la requête ;
- Identifiant pour que l’internaute reconnaisse d'emblée de quel annonceur il s’agit.

Tous ces éléments doivent être exprimés en 25 caractères.

### Descriptif de l’annonce
Le texte descriptif de l’annonce apporte des informations complémentaires au titre. Il a pour but d’apporter les arguments qui feront la différence. Ces arguments varient d’un marché à un autre.

Le descriptif décrit un produit ou un service et doit inciter les internautes à cliquer pour en savoir plus. Il est préférable de communiquer sur une information événementielle ou une promotion dans le descriptif des annonces. 
Par exemple, pour des produits antirides, l’accent se portera sur l’efficacité des produits alors que pour des clés USB, le texte insistera sur les délais de livraison et les tarifs. 
Cette partie argumentaire ne peut pas excéder un nombre précis de caractères : cette contrainte va de 60 à 250 caractères selon les moteurs de recherche. La moyenne se situant à 70 caractères (espaces compris).

### Adapter les annonces
Pour que l’annonce soit la plus efficace et qu’elle corresponde au maximum à la requête de l’internaute, la stratégie consiste à rédiger plusieurs annonces qui correspondent aux différentes situations de recherche. En fait, les versions de l’annonce varient selon le mot clé utilisé. Pour automatiser cette mise en adéquation entre annonce et requête, certains moteurs de recherche proposent l’insertion de mot clé requêté de façon automatique (appelée aussi insertion dynamique). L’annonceur doit alors s’assurer que tous les mots clés retenus s’insèrent bien dans le titre et le descriptif de l’annonce.

### URL d’affichage
Cette URL de display peut également être optimisée : au lieu de publier des URL à rallonge qui n'entreraient pas dans le nombre de caractères prédéfinis, les annonceurs publient des url très courtes et très claires. Les url servent aussi à intégrer le nom de l’annonceur qui ne l’aurait pas inséré dans le titre ni dans la description pour gagner de l’espace, et reprendre en général la famille de produit ou le produit précis.

### URL de redirection
De plus, les URL doivent rediriger vers les landing pages thématiques ou vers les pages produits précises (plutôt que sur la page d'accueil du site) afin d’optimiser le taux de transformation des campagnes.

## Source
- Cet article est partiellement ou en totalité issu du site blog.quamediagroup.com, le texte ayant été placé par l’auteur ou le responsable de publication sous la licence Creative Commons paternité partage à l'identique ou une licence compatible.